# Waldburg-Waldsee

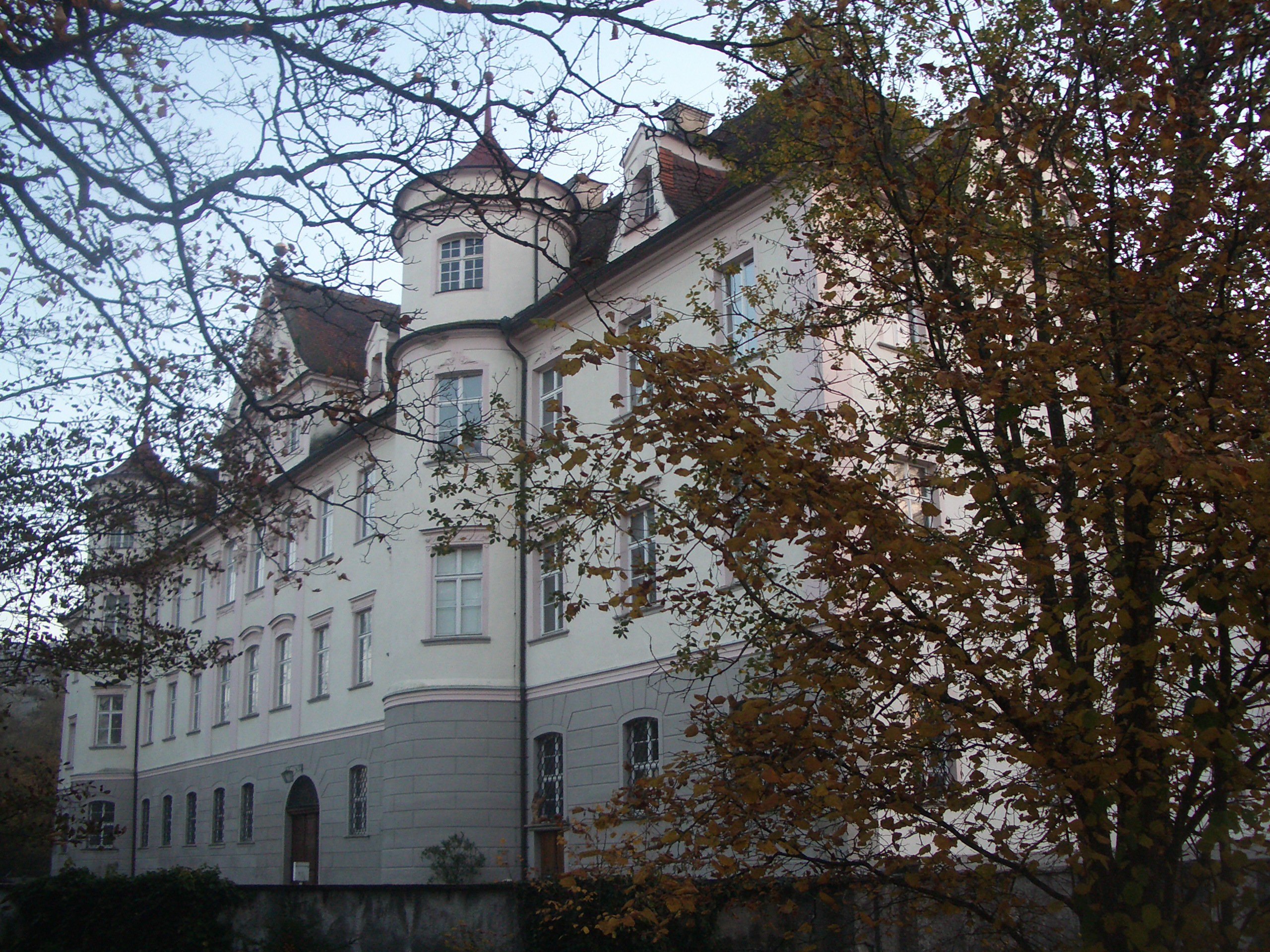
Castillo de Waldsee

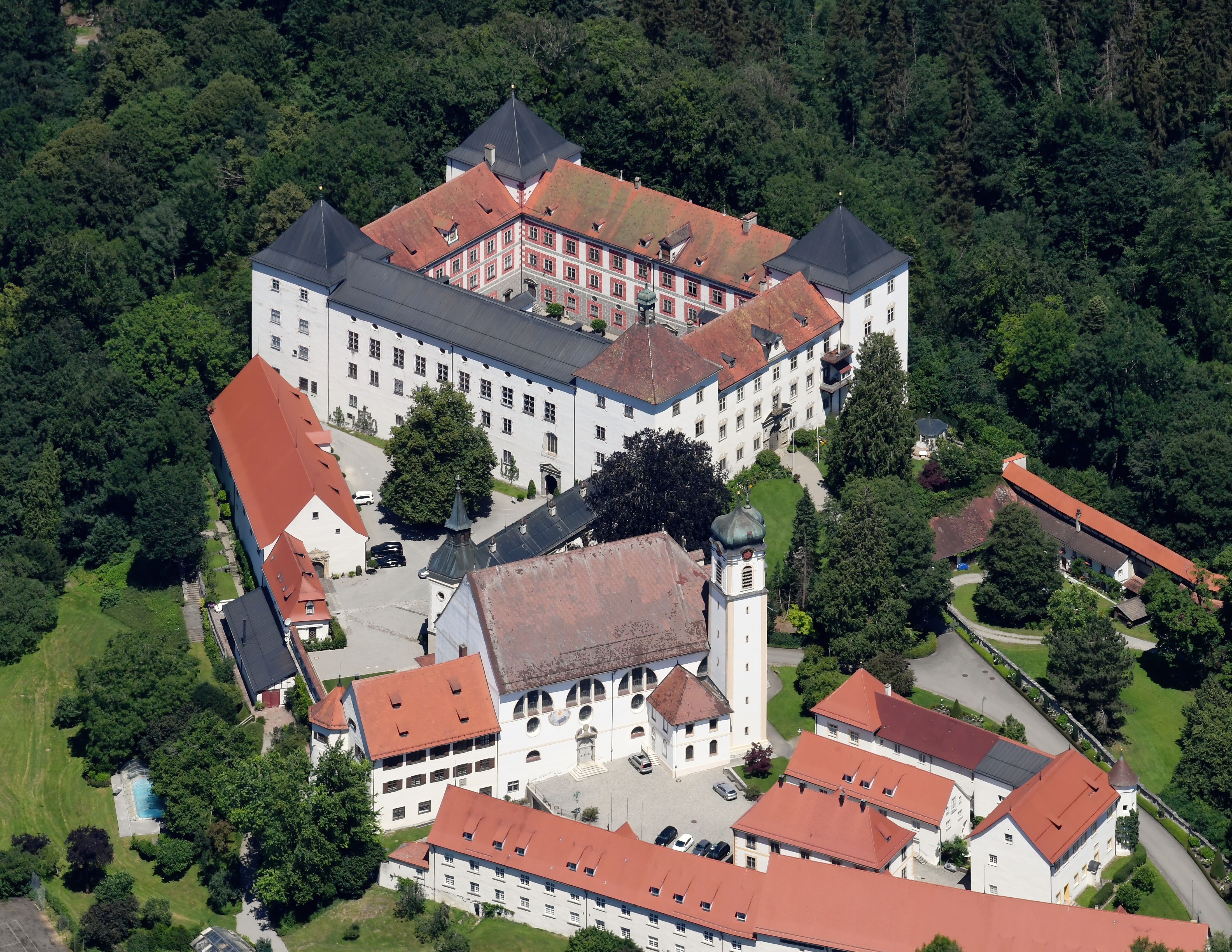
Castillo de Wolfegg

Waldburg-Waldsee fue un Condado gobernado por la Casa de Waldburg, localizado al sudeste de Baden-Wurtemberg, Alemania, en torno a Bad Waldsee. 
Waldburg-Waldsee era una partición de Waldburg-Wolfegg. Cuando la rama  de Wolfegg se extinguió en 1798, la rama de Waldsee heredó Wolfegg. Waldburg-Waldsee fue un Condado hasta 1803, cuando fue elevado a Principado poco antes de ser mediatizado a Wurtemberg en 1806.

## Gobernantes de Waldburg-Waldsee

### Condes de Waldburg-Waldsee (1667-1803)
- Juan (1667-1724)
- Maximiliano (1724-48) 
  - Francisco José (1724-29)
- Gebhard Juan (1748-90)
- José Antonio (1790-1803)

### Príncipe de Waldburg-Wolfegg y Waldsee (1803-06)
- José Antonio (1803-06)

### Príncipes de Waldburg-Wolfegg y Waldsee (mediatizados)[1]
- José Antonio, 1º Príncipe 1803-1833 (1766-1833)
  - Federico, 2º Príncipe 1833-1871 (1808-1871)
    - Francisco, 3º Príncipe 1871-1906 (1833-1906)
      - Maximiliano, 4º Príncipe 1906-1950 (1863-1950)
        - Max Willibald, 5º Príncipe 1950-1998 (1924-1998)
          - Juan, 6º Príncipe desde 1998 (n. 1957)
            - Luis, Príncipe Heredero de Waldburg-Wolfegg y Waldsee (n. 1990)
            - Príncipe Leonardo (n. 1995)